# Carlia rostralis
Carlia rostralis är en ödleart som beskrevs av  De Vis 1885. Carlia rostralis ingår i släktet Carlia och familjen skinkar. Inga underarter finns listade.